# O Jesuíta
O Jesuíta foi a última obra escrita por José de Alencar como dramaturgo, tida como a peça maldita. Foi escrita em 1861, por encomenda do renomado teatrólogo João Caetano.
Apresentado pela história da literatura brasileira como representante do Romantismo indianista, José de Alencar produziu obras que se caracterizam por evidenciar elementos do seu nacionalismo, ao retratarem a natureza e o índio como símbolos da identidade brasileira. A defesa de uma identidade nacional pelo ilustre escritor cearense não se construiu, entretanto, apenas através de seus famosos romances indianistas, mas também por meio das peças teatrais que escreveu, sendo O Jesuíta, de 1861, uma das mais polêmicas e menos conhecidas do escritor.

## Sinopse
O drama histórico é dividido em quatro atos, celebrando o nativismo e o projeto de emancipação do país, é ambientado no Rio de Janeiro, em 1759. A peça recria o ambiente político que antecedeu a expulsão dos jesuítas, ocorrida no mesmo ano, apresentando o protagonista e a Ordem como os mais capazes para implantar o projeto de Nação do Brasil.
Encenada em 18 de setembro de 1875, e somente então publicada, foi um fracasso de público, tendo sido o princípio da ferrenha contenda literária entre Alencar e seu jovem crítico, Joaquim Nabuco.

## Personagens
- Dr. Samuel, médico italiano
- Conde de Bobadela, governador do Rio de Janeiro
- Estevão de Mendonça, pupilo de Samuel
- Fr. Pedro da Luz, feitor dos Jesuítas
- José Basílio da Gama, noviço da Companhia
- D. Juan de Alcalá, aventureiro espanhol
- Miguel Correia, alferes
- Garcia, índio
- Daniel, cigano
- D. Constança de Castro, filha natural do Conde
- Inês, caseira de Samuel